# Image Works
Image Works va ser una empresa britànica de videojocs que va servir com a segell editorial per a Mirrorsoft entre 1988 i 1992, quan l'empresa matriu va fer fallida.

## Videojoc
| Any  | Títol                                       | Plataforma(es) | Plataforma(es) | Plataforma(es) | Plataforma(es) | Plataforma(es) | Plataforma(es)  | Plataforma(es)  | Plataforma(es) |
| Any  | Títol                                       | C64            | ZX Spectrum    | Amstrad CPC    | Atari ST       | Amiga          | MS-DOS          | Master System   | MSX            |
| ---- | ------------------------------------------- | -------------- | -------------- | -------------- | -------------- | -------------- | --------------- | --------------- | -------------- |
| 1988 | Bombuzal                                    | Sí             | (noruec)       | (noruec)       | Sí             | Sí             | Sí              | (noruec)        | (noruec)       |
| 1988 | Fernandez Must Die                          | Sí             | Sí             | Sí             | Sí             | Sí             | (noruec)        | (noruec)        | (noruec)       |
| 1988 | Foxx Fights Back                            | Sí             | Sí             | (noruec)       | (noruec)       | (noruec)       | (noruec)        | (noruec)        | (noruec)       |
| 1988 | SkyChase                                    | (noruec)       | (noruec)       | (noruec)       | Sí             | Sí             | Plantilla:Maybe | (noruec)        | (noruec)       |
| 1988 | Speedball                                   | Sí             | (noruec)       | (noruec)       | Sí             | Sí             | Sí              | Sí              | (noruec)       |
| 1989 | Blasteroids                                 | Sí             | Sí             | Sí             | Sí             | Sí             | Sí              | (noruec)        | Sí             |
| 1989 | Bloodwych                                   | Sí             | Sí             | Sí             | Sí             | Sí             | Sí              | (noruec)        | (noruec)       |
| 1989 | Interphase                                  | (noruec)       | (noruec)       | (noruec)       | Sí             | Sí             | Sí              | (noruec)        | (noruec)       |
| 1989 | Omnicron Conspiracy                         | (noruec)       | (noruec)       | (noruec)       | Sí             | Sí             | Sí              | (noruec)        | (noruec)       |
| 1989 | Passing Shot                                | Sí             | Sí             | Sí             | Sí             | Sí             | (noruec)        | (noruec)        | Sí             |
| 1989 | Phobia                                      | Sí             | (noruec)       | (noruec)       | Sí             | Sí             | (noruec)        | (noruec)        | (noruec)       |
| 1989 | Xenon 2: Megablast                          | (noruec)       | (noruec)       | (noruec)       | Sí             | Sí             | Sí              | Sí              | (noruec)       |
| 1990 | Back to the Future Part II                  | Sí             | Sí             | Sí             | Sí             | Sí             | Sí              | Sí              | (noruec)       |
| 1990 | Cadaver                                     | (noruec)       | (noruec)       | (noruec)       | Sí             | Sí             | Sí              | (noruec)        | (noruec)       |
| 1990 | Flip-it & Magnose: Water Carriers from Mars | (noruec)       | (noruec)       | (noruec)       | Sí             | Sí             | (noruec)        | (noruec)        | (noruec)       |
| 1990 | Gravity                                     | (noruec)       | (noruec)       | (noruec)       | Sí             | Sí             | (noruec)        | (noruec)        | (noruec)       |
| 1990 | Speedball 2: Brutal Deluxe                  | Sí             | (noruec)       | (noruec)       | Sí             | Sí             | Sí              | Plantilla:Maybe | (noruec)       |
| 1990 | Teenage Mutant Hero Turtles                 | Sí             | Sí             | Sí             | Sí             | Sí             | Sí              | (noruec)        | Sí             |
| 1990 | Theme Park Mystery                          | (noruec)       | (noruec)       | (noruec)       | Sí             | Sí             | Sí              | (noruec)        | (noruec)       |
| 1991 | Back to the Future Part III                 | Sí             | Sí             | Sí             | Sí             | Sí             | Sí              | Sí              | (noruec)       |
| 1991 | Bill Elliott's NASCAR Challenge             | (noruec)       | (noruec)       | (noruec)       | (noruec)       | Sí             | Plantilla:Maybe | (noruec)        | (noruec)       |
| 1991 | Blade Warrior                               | (noruec)       | (noruec)       | (noruec)       | Sí             | Sí             | Sí              | (noruec)        | (noruec)       |
| 1991 | Brat                                        | (noruec)       | (noruec)       | (noruec)       | Sí             | Sí             | (noruec)        | (noruec)        | (noruec)       |
| 1991 | Cisco Heat                                  | Sí             | Sí             | Sí             | Sí             | Sí             | Sí              | (noruec)        | (noruec)       |
| 1991 | Devious Designs                             | (noruec)       | (noruec)       | (noruec)       | Sí             | Sí             | (noruec)        | (noruec)        | (noruec)       |
| 1991 | First Samurai                               | Sí             | (noruec)       | (noruec)       | Sí             | Sí             | Plantilla:Maybe | (noruec)        | (noruec)       |
| 1991 | Killing Cloud                               | (noruec)       | (noruec)       | (noruec)       | Sí             | Sí             | Sí              | (noruec)        | (noruec)       |
| 1991 | Mega Lo Mania                               | (noruec)       | (noruec)       | (noruec)       | Sí             | Sí             | Plantilla:Maybe | (noruec)        | (noruec)       |
| 1991 | Predator 2                                  | Sí             | Sí             | Sí             | Sí             | Sí             | Sí              | (noruec)        | (noruec)       |
| 1991 | Robozone                                    | Sí             | Sí             | Sí             | Sí             | Sí             | Sí              | (noruec)        | (noruec)       |
| 1991 | Teenage Mutant Hero Turtles: The Coin-Op    | Sí             | Sí             | Sí             | Sí             | Sí             | Sí              | (noruec)        | (noruec)       |